# Буда (град)
Вижте пояснителната страница за други значения на Буда.
Буда (на унгарски: Buda; Budának; на словашки: Budín; на немски: Ofen; на хърватски: Budim; на турски: Budin; на сръбски: Будим или Budim) е западната залесена хълмиста част на Будапеща. В българския фолклор и възрожденска литература Буда се среща обозначена със славянските Будим или Будин.

## История
Буда е столица на Кралство Унгария от 1361 година до влизането ѝ в състава на Османската империя през 1541 година, когато унгарска столица става днешната Братислава (известна с унгарското име Pozsony /Пожон/). От 1686 е в състава на Австрия (Свещена Римска империя); от 1703 е свободен град; от 1784 е унгарска столица отново, а 1873 след обединението си с Пеща и Обуда образува днешната унгарска столица Будапеща.